# Coppa Hans Herzog 1910-1911
La Coppa Herzog 1910-1911 è stata la seconda edizione del campionato rumeno di calcio, disputata tra l'ottobre 1910 e il febbraio 1911 e si concluse con la vittoria finale dell'Olympia Bucureṣti al suo secondo titolo.

## Formula
Le stesse tre squadre della prima edizione si sfidarono nuovamente per il titolo ed ogni squadra affrontò due volte le avversarie. Dell'ultimo match tra Olympia e Colentina non si conosce il risultato, comunque ininfluente per il titolo.
L'arbitro della partita era il capitano della squadra che non disputava l'incontro.

## Classifica finale
|  | Pos. | Squadra             | Pt | G | V | N | P | GF | GS | DR |
|  | ---- | ------------------- | -- | - | - | - | - | -- | -- | -- |
|  | 1.   | Olympia Bucureṣti   | 5  | 3 | 2 | 1 | 0 | 7  | 3  | +4 |
|  | 2.   | United AC Ploiești  | 3  | 3 | 1 | 1 | 1 | 6  | 7  | -1 |
|  | 3.   | Colentina Bucureṣti | 0  | 2 | 0 | 0 | 2 | 3  | 6  | -3 |

Legenda:

      Campione 
Note:

Due punti a vittoria, uno a pareggio, zero a sconfitta.

### Verdetti
- Olympia Bucarest Campione di Romania 1910-11.

## Risultati
| Ploiești 17 ottobre 1910 | United Ploiești      | 1 – 4 | Olympia Bucarest | La Sosea\| Arbitro: \| Matthews (Colentina) \| |
| Arbitro:                 | Matthews (Colentina) |       |                  |                                                |

| Bucarest 26 ottobre 1910 | Olympia Bucarest | 2 – 1 | Colentina Bucarest | Bolta Rece\| Arbitro: \| Brazier (United) \| |
| Arbitro:                 | Brazier (United) |       |                    |                                              |

| Ploiești 6 febbraio 1911 | United Ploiești           | 4 – 2 | Colentina Bucarest | La Sosea\| Arbitro: \| Charles Viereck (Olimpia) \| |
| Arbitro:                 | Charles Viereck (Olimpia) |       |                    |                                                     |

| Bucarest 16 febbraio 1911 | Olympia Bucarest     | 1 – 1 | United Ploiești | Olimpia\| Arbitro: \| Matthews (Colentina) \| |
| Arbitro:                  | Matthews (Colentina) |       |                 |                                               |